# Al Khaboura
Al Khaboura (arabe : الخابورة) est une ville située dans le gouvernorat d'Al-Batina du Nord à Oman. En 2010, la ville comptait 42 119 habitants.